# Lössjord

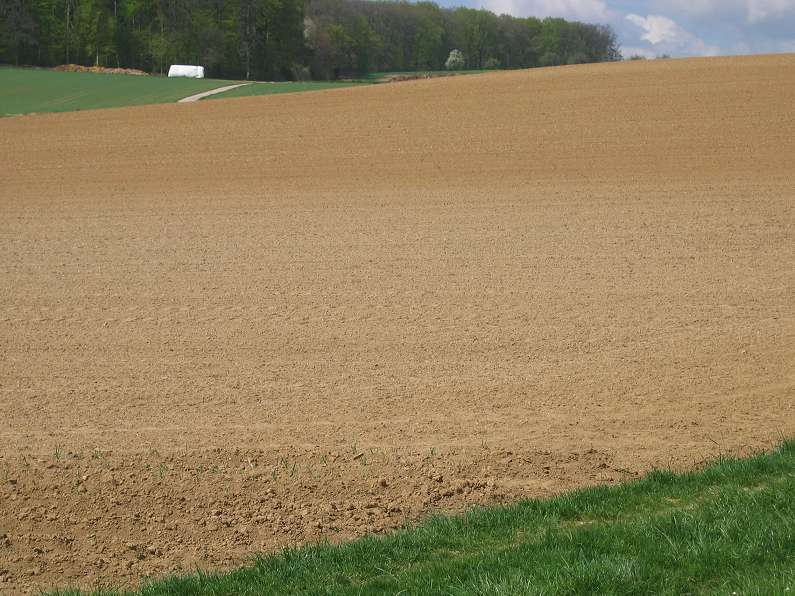
Lössjord i Baden-Württemberg, Tyskland.

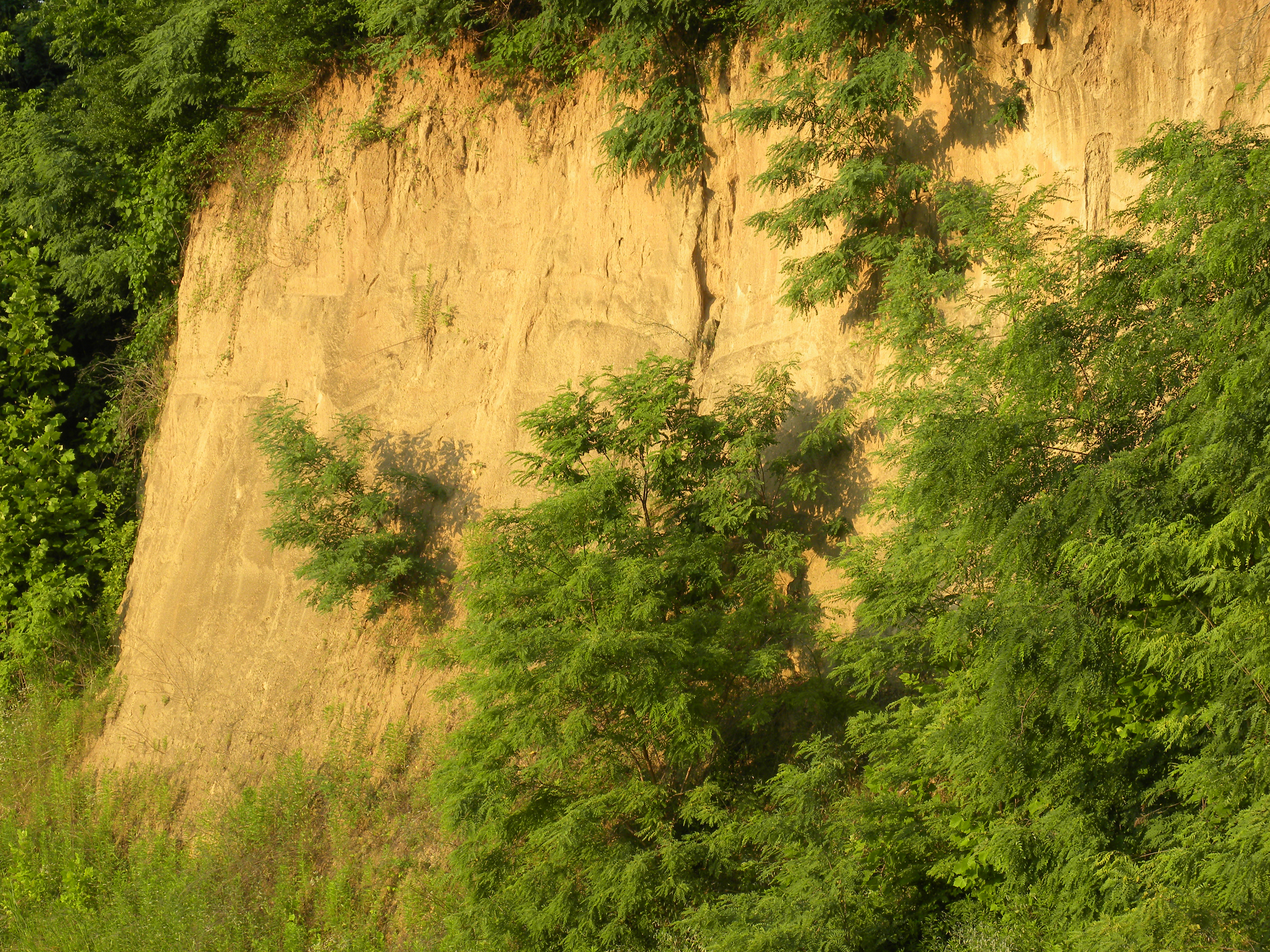
Lössjord

Lössjordar är en lös vindavsatt avlagring som till största delen består av silt som domineras av kvarts. Lössjordar, liksom andra sediment med höga kvartshalter har sitt ursprung i erosion av den blottade underliggande berggrunden. Detta kan till exempel ske mekaniskt med hjälp av en stor ismassa (glaciär) där silten transporteras och avsätts med hjälp av vinden, eller genom att vinden eroderar ned berggrunden, såsom till exempel lössjordarna i Kina har bildats.
Lössjordarna kan bli flera hundra meter tjocka och på vissa håll i världen har man byggt bostäder i dessa. På många håll bildar lössjordarna vertikala branter, som kan bli riktigt stora. Lössjordar finns på många platser i världen, framförallt i USA, Argentina, Kina, centrala Europa och Asien, men även i bland annat Nordafrika och Australien.

## Källhänvisningar
1. ↑  "lössjord". NE.se. Läst 25 oktober 2014.